# (483000) 2014 QP300
(483000) 2014 QP300 es un asteroide perteneciente al cinturón de asteroides, descubierto el 2 de febrero de 2006 por el equipo del Mount Lemmon Survey desde el Observatorio del Monte Lemmon, Arizona, Estados Unidos.

## Designación y nombre
Designado provisionalmente como 2014 QP300.

## Características orbitales
2014 QP300 está situado a una distancia media del Sol de 3,182 ua, pudiendo alejarse hasta 3,516 ua y acercarse hasta 2,848 ua. Su excentricidad es 0,104 y la inclinación orbital 2,710 grados. Emplea 2073,75 días en completar una órbita alrededor del Sol.

## Características físicas
La magnitud absoluta de 2014 QP300 es 16,2.